# Sphecosoma roseipuncta
Sphecosoma roseipuncta är en fjärilsart som beskrevs av William Schaus 1920. Sphecosoma roseipuncta ingår i släktet Sphecosoma och familjen björnspinnare. Inga underarter finns listade i Catalogue of Life.